# Hartmut Haupt (Fußballspieler)
Hartmut „Happe“ Haupt (* 9. März 1945 in Kemnat; † 24. Oktober 2013 in Stuttgart) war ein deutscher Fußballspieler.

## Karriere
Hartmut Haupt schaffte 1963 den Sprung aus der Jugend der Stuttgarter Kickers in den Herrenbereich und gab beim Auswärtsspiel gegen die SpVgg Fürth am 1. Dezember 1963 sein Debüt in der zweitklassigen Regionalliga Süd. Insgesamt absolvierte er 29 Spiele für die Stuttgarter Kickers und erzielte drei Tore. Am 17. Oktober 1965 machte er sein letztes Spiel für die Kickers und wanderte nach Spanien aus. Als er zurückkehrte nach Deutschland versuchte er unter Georg Wurzer in der Saison 1968/69 sein Comeback zu geben, was ihm jedoch nicht gelang. Stattdessen spielte der gebürtige Kemnater in der Folgesaison für die TSF Esslingen.
Später zog es ihn in die Künstlerszene von Paris und Saint-Paul-de-Vence und knüpfte Kontakte zu Sängern und Schauspielern wie Gilbert Bécaud, Yves Montand oder Curd Jürgens. Später bewirtete Haupt die Stuttgarter Szenekneipe „Zille“.